# Enrique Bunbury

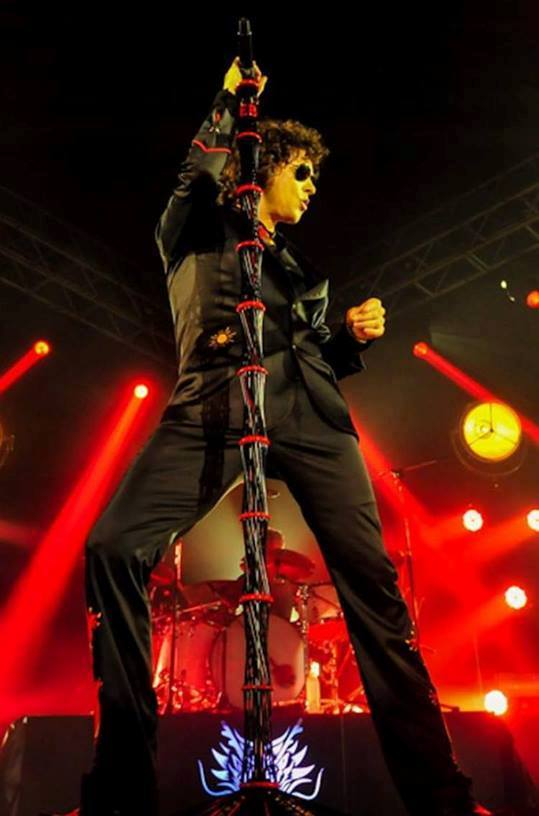
Enrique Bunbury bei einem Konzert in Córdoba (2016)

Enrique Ortiz de Landázuri Izarduy (* 11. August 1967 in Saragossa) ist ein spanischer Komponist und Sänger. Sein Künstlername Bunbury verweist auf die Hauptfigur von Oscar Wildes Bühnenstück The Importance of Being Earnest.

## Karriere
Bunburys Karriere begann 1987 als Frontmann und Sänger bei der spanischen Rockband Héroes del Silencio. Nach der Auflösung der Band 1996 begann Bunbury eine erfolgreiche Solokarriere in Spanien und Lateinamerika. Seine musikalische Bandbreite umfasst Balladen über spanischen Folkrock, Songs mit lateinamerikanischen Einflüssen, Rock, bis hin zu Cabaret. Er verwendet eine Vielzahl von verschiedenen Instrumenten in seinen Liedern, er selbst spielt Gitarre, Piano, Mundharmonika und die Sitar.
Im Oktober 2007 gab Bunbury zusammen mit der Originalbesetzung der Héroes del Silencio einige Konzerte in Spanien und Lateinamerika. Im deutschen Sprachraum ist Enrique Bunbury als Solokünstler bislang weitgehend unbekannt, Konzerte in Deutschland fanden im Mai/Juni 1998 und im Dezember 2018 statt.

## Diskografie

### Studioalben
| Jahr | Titel                                     | Höchstplatzierung, Gesamtwochen, AuszeichnungChartsChartplatzierungen (Jahr, Titel, Platzierungen, Wochen, Auszeichnungen, Anmerkungen) | Anmerkungen                                                               |
| Jahr | Titel                                     | ES | Anmerkungen                                                               |
| ---- | ----------------------------------------- | --- | ------------------------------------------------------------------------- |
| 1997 | Radical sonora                            | ES15 Platin · (1 Wo.)ES | Erstveröffentlichung: 1997 Charteinstieg nach Wiederveröffentlichung 2024 |
| 1999 | Pequeño                                   | ES— PlatinES | Erstveröffentlichung: 1999                                                |
| 2002 | Flamingos                                 | ES— PlatinES | Erstveröffentlichung: 21. Mai 2002                                        |
| 2004 | El viaje a ninguna parte                  | ES39 Gold · (14 Wo.)ES | Erstveröffentlichung: 11. Mai 2004                                        |
| 2004 | Leopoldo María Panero                     | ES73 (1 Wo.)ES | Charteinstieg: 2024 mit Bruno Galindo, José María Ponce & Carlos Ann      |
| 2006 | El tiempo de las cerezas                  | ES5 (7 Wo.)ES | Erstveröffentlichung: 18. September 2006 mit Vegas                        |
| 2008 | Hellville de luxe                         | ES1 Gold · (31 Wo.)ES | Erstveröffentlichung: 7. Oktober 2008                                     |
| 2010 | Las consecuencias                         | ES1 Gold · (40 Wo.)ES | Erstveröffentlichung: 16. Februar 2010                                    |
| 2011 | Licenciado cantinas                       | ES2 Gold · (36 Wo.)ES | Erstveröffentlichung: 13. Dezember 2011                                   |
| 2013 | Palosanto                                 | ES2 Gold · (47 Wo.)ES | Erstveröffentlichung: 29. Oktober 2013                                    |
| 2015 | Hijos del pueblo                          | ES3 (19 Wo.)ES | Erstveröffentlichung: 14. April 2015 mit Calamaro                         |
| 2017 | Expectativas                              | ES1 Gold · (54 Wo.)ES | Erstveröffentlichung: 20. Oktober 2017                                    |
| 2019 | Pequeño (XX Aniversario)                  | ES10 (7 Wo.)ES | Wiederveröffentlichung zum 20-jähriges Jubiläum des Albums                |
| 2020 | Posible                                   | ES16 (12 Wo.)ES | Erstveröffentlichung: 28. Mai 2020                                        |
| 2020 | Curso de levitación intensivo             | ES3 (14 Wo.)ES | Erstveröffentlichung: 11. Dezember 2020                                   |
| 2021 | Flamingos + Lady Blue                     | ES16 (2 Wo.)ES | Vinyl-Wiederveröffentlichung; Original: 2002                              |
| 2021 | El puerto E. P.                           | ES6 (7 Wo.)ES | Erstveröffentlichung: 10. Dezember 2021                                   |
| 2022 | Flamingos XX                              | ES11 (2 Wo.)ES | Wiederveröffentlichung zum 20-jähriges Jubiläum des Albums                |
| 2023 | Greta Garbo                               | ES1 (14 Wo.)ES | Erstveröffentlichung: 26. Mai 2023                                        |
| 2024 | El viaje a ninguna parte (XX Aniversario) | ES7 (2 Wo.)ES | Erstveröffentlichung: 29. November 2024                                   |
| 2025 | Cuentas pendientes                        | ES1 (7 Wo.)ES | Erstveröffentlichung: 25. April 2025                                      |

grau schraffiert: keine Chartdaten aus diesem Jahr verfügbar

### Livealben
| Jahr | Titel                                                   | Höchstplatzierung, Gesamtwochen, AuszeichnungChartsChartplatzierungen (Jahr, Titel, Platzierungen, Wochen, Auszeichnungen, Anmerkungen) | Anmerkungen                             |
| Jahr | Titel                                                   | ES | Anmerkungen                             |
| ---- | ------------------------------------------------------- | --- | --------------------------------------- |
| 2005 | Freak Show                                              | ES3 (12 Wo.)ES |                                         |
| 2011 | Gran Rex                                                | ES1 Gold · (42 Wo.)ES | Erstveröffentlichung: 29. März 2011     |
| 2014 | Madrid, Área 51 … en un sólo acto de destrucción masiva | ES11 (19 Wo.)ES | Erstveröffentlichung: 25. November 2014 |
| 2015 | MTV Unplugged: El libro de las mutaciones               | ES4 Gold · (44 Wo.)ES | Erstveröffentlichung: 27. November 2015 |
| 2019 | California Live!!!                                      | ES3 (17 Wo.)ES | Erstveröffentlichung: 17. Mai 2019      |

Weitere Livealben
- 2000: Pequeño cabaret ambulante
- 2003: Una Cita en Flamingos
- 2007: Gran teatre del Liceu Barcelona 30 de noviembre de 2006 (mit Vegas)
- 2012: De Cantina en Cantina. On Stage 2011–12 Live
- 2013: Cualquier Tiempo Pasado... Live 2011–2012

### Kompilationen
| Jahr | Titel                           | Höchstplatzierung, Gesamtwochen, AuszeichnungChartsChartplatzierungen (Jahr, Titel, Platzierungen, Wochen, Auszeichnungen, Anmerkungen) | Anmerkungen                             |
| Jahr | Titel                           | ES | Anmerkungen                             |
| ---- | ------------------------------- | --- | --------------------------------------- |
| 2006 | Canciones 1996-2006             | ES3 Gold · (19 Wo.)ES | Erstveröffentlichung: 27. Februar 2006  |
| 2011 | De Luxe 12" Vinyl Box Set       | ES38 (1 Wo.)ES |                                         |
| 2016 | Archivos Vol. 1 Tributos y BSOs | ES7 (19 Wo.)ES | Erstveröffentlichung: 11. November 2016 |
| 2016 | Archivos Vol. 2 Duetos          | ES5 (22 Wo.)ES | Erstveröffentlichung: 11. November 2016 |
| 2018 | Canciones 1987-2017             | ES4 (29 Wo.)ES | Erstveröffentlichung: 16. November 2018 |

Weitere Kompilationen
- 2001: Los singles (5CD-Box)
- 2004: Bushido
- 2004: Panero
- 2006: Canciones

### Singles
| Jahr | Titel Album                                       | Höchstplatzierung, Gesamtwochen, AuszeichnungChartsChartplatzierungen (Jahr, Titel, Album, Platzierungen, Wochen, Auszeichnungen, Anmerkungen) | Anmerkungen                              |
| Jahr | Titel Album                                       | ES | Anmerkungen                              |
| ---- | ------------------------------------------------- | --- | ---------------------------------------- |
| 1999 | El extranjero Pequeño                             | ES1 (9 Wo.)ES | Erstveröffentlichung: 15. Februar 1999   |
| 1999 | Infinito Pequeño                                  | ES1 (12 Wo.)ES | Erstveröffentlichung: 24. Oktober 1999   |
| 2004 | Que tengas suertecita El viaje a ninguna parte    | ES1 (12 Wo.)ES |                                          |
| 2004 | Los restos del naufragio El viaje a ninguna parte | ES5 (12 Wo.)ES |                                          |
| 2004 | El rescate El viaje a ninguna parte               | ES6 (14 Wo.)ES |                                          |
| 2005 | Canto (El mismo dolor) El viaje a ninguna parte   | ES1 (10 Wo.)ES |                                          |
| 2010 | Frente a frente Las consecuencias                 | ES18 (12 Wo.)ES | Erstveröffentlichung: 15. Januar 2010    |
| 2013 | Despierta Palosanto                               | ES44 (1 Wo.)ES | Erstveröffentlichung: 17. September 2013 |

Weitere Singles
- 2000: El viento a favor
- 2000: De mayor

### Gastbeiträge
| Jahr | Titel Album      | Höchstplatzierung, Gesamtwochen, AuszeichnungChartsChartplatzierungen (Jahr, Titel, Album, Platzierungen, Wochen, Auszeichnungen, Anmerkungen) | Anmerkungen                                   |
| Jahr | Titel Album      | ES | Anmerkungen                                   |
| ---- | ---------------- | --- | --------------------------------------------- |
| 2019 | Godzilla Nuclear | ES88 Gold · (1 Wo.)ES | Leiva feat. Enrique Bunbury y Ximena Sariñana |

Weitere Gastbeiträge
- 2017: Mi Buen Amor (Mon Laferte feat. Enrique Bunbury)

### Mit Los Chulis
- 2005: En el alambre
- 2005: La última curda
- 2006: Hasta siempre, comandante
- 2006: Principantes
- 2006: O´Malley del arrabal
- 2006: Rezaré
- 2006: Tragedia
- 2007: Redención
- 2007: Quiero ser como tú
- 2007: Frío

### Videoalben
- 2000: Pequeño cabaret ambulante
- 2003: Una cita en Flamingos (ES: Gold)
- 2006: Una noche con Leopoldo Maria Panero. El concierto
- 2007: Los videos 2006-2007

## Auszeichnungen für Musikverkäufe
| Goldene Schallplatte - Mexiko - 2004: für das Album El viaje a ninguna parte - 2008: für das Album Hellville de luxe - 2018: für das Album Expectativas Platin-Schallplatte - Mexiko - 2005: für das Videoalbum Una Cita en Flamingos - 2010: für das Album Las consecuencias - 2014: für das Album Palosanto - 2016: für das Album MTV Unplugged: El libro de las mutaciones - 2020: für die Single Mi Buen Amor | Diamantene Schallplatte - Mexiko - 2020: für die Single Mi Buen Amor |

Anmerkung: Auszeichnungen in Ländern aus den Charttabellen bzw. Chartboxen sind in ebendiesen zu finden.
| Land/RegionAuszeichnungen für Musikverkäufe (Land/Region, Auszeichnungen, Verkäufe, Quellen) | Gold       | Platin     | Diamant  | Verkäufe | Quellen                     |
| -------------------------------------------------------------------------------------------- | ---------- | ---------- | -------- | -------- | --------------------------- |
| Mexiko (AMPROFON)                                                                            | 3× Gold3   | 5× Platin5 | Diamant1 | 650.000  | amprofon.com.mx             |
| Spanien (Promusicae)                                                                         | 11× Gold11 | 3× Platin3 | —        | 630.000  | elportaldemusica.es ES2 ES3 |
| Insgesamt                                                                                    | 14× Gold14 | 8× Platin8 | Diamant1 |          |                             |